# Anton Stensby
Anton Stensby, né le 17 janvier 2001 à Larvik, est un coureur cycliste norvégien.

## Biographie
Anton Stensby commence le cyclisme durant son enfance au club Nanset IF, sur ses terres natales. Dans un premier temps, il se consacre au VTT. Il finit toutefois par abandonner cette discipline pour se consacrer aux épreuves sur route, qui correspondent davantage à son profil. En parallèle de sa carrière sportive, il travaille occasionnellement comme journaliste pour l'Østlands-Posten, la presse locale de Larvik,.
En 2018, il devient vice-champion de Norvège de cyclo-cross juniors. Il intègre ensuite un club de Tønsberg pour ses débuts espoirs. Actif sur le circuit norvégien, il réalise une bonne saison 2022 en décrochant plusieurs podiums. Il s'impose par ailleurs sur deux courses régionales en Belgique. La même année, il se classe deuxième du championnat de Norvège du contre-la-montre par équipes, aux côtés de plusieurs coéquipiers. 
Après ses performances, il rejoint l'équipe continentale Coop-Repsol en 2023. Sous ses nouvelles couleurs, il finit deuxième d'une étape du Tour du lac Qinghai, grâce à une échappée. Au sprint, il obtient deux tops cinq sur des étapes du Dookoła Mazowsza, en Pologne. Il termine également quatrième de la Gylne Gutuer et sixième du Ringerike Grand Prix, disputés sur des parcours escarpés. 
Au printemps 2024, il s'impose au sprint massif sur une étape du Tour de Haute-Autriche. Il s'agit de sa première victoire obtenue sur une compétition inscrite au calendrier de l'UCI.

## Palmarès et résultats

### Palmarès par année
- 2018
  - 2e du championnat de Norvège de cyclo-cross juniors
- 2022
  - 2e du championnat de Norvège du contre-la-montre par équipes
- 2024
  - 1re étape du Tour de Haute-Autriche
  - 3e du Ringerike Grand Prix

### Classements mondiaux
| Année           | 2021   | 2022   | 2023 |
| --------------- | ------ | ------ | ---- |
| UCI Europe Tour | 1 774e | 1 513e | 943e |